# اسماعیل دیوماند
اسماعیل دیوماند (انگلیسی: Ismaël Diomande؛ زاده ۲۸ اوت ۱۹۹۲) یک بازیکن فوتبال است.